# 中尾幸彦
中尾 幸彦（なかお ゆきひこ）はジェンコのアニメーションチーフプロデューサー、演出家。別名義に「菜香ゆき（なのかゆき）」。京都府出身。

## 人物
ぴえろにて制作進行を務めた後、東映アニメーションにて演出家として活動。現在はジェンコにてプロデューサーを務めている。

## 主な作品

### テレビアニメ
- おジャ魔女どれみドッカ〜ン!（演出）
- 明日のナージャ（演出）
- ONE PIECE（演出）
- デジモンセイバーズ（演出）
- ゲゲゲの鬼太郎 第5期（演出）
- ケロロ軍曹（絵コンテ、演出）
- ギャラクシーエンジェル 第4期（演出）
- ローゼンメイデン トロイメント（演出）
- D.C. 〜ダ・カーポ〜（演出）
- D.C.II S.S. 〜ダ・カーポII セカンドシーズン〜（絵コンテ、演出）
- 乙女はお姉さまに恋してる（演出）
- モノノ怪（演出）
- 姫様ご用心（演出）
- かなめも（演出）
- ハートキャッチプリキュア!（演出）
- kiss×sis（OP絵コンテ演出、絵コンテ、演出）
- FORTUNE ARTERIAL 赤い約束（OP絵コンテ演出）
- ひめチェン!おとぎちっくアイドル リルぷりっ（絵コンテ、演出）
- まよチキ!（演出）
- トリコ（演出）
- 京騒戯画（演出）
- ハピネスチャージプリキュア!（演出）
- ドラゴンボール超（演出）
- 金田一少年の事件簿R第2期（演出）
- 美少女戦士セーラームーンCrystal（演出）
- 魔法少女俺（プロデューサー）
- 放課後さいころ倶楽部（プロデューサー）
- この世の果てで恋を唄う少女YU-NO（プランニングプロデューサー）
- 暴食のベルセルク（プロデューサー）
- Re:Monster（プロデューサー）
- 異世界ゆるり紀行 〜子育てしながら冒険者します〜（プロデューサー）

※東映作品における演出は絵コンテを含む場合がある。

### OVA
- イリヤの空、UFOの夏（演出）
- おジャ魔女どれみナイショ（演出）
- 快盗天使ツインエンジェル（演出）
- kiss×sis（絵コンテ、演出）

### 劇場作品
- ONE PIECE 呪われた聖剣（助監督）
- 金色のガッシュベル!! メカバルカンの来襲（助監督）
- ONE PIECE THE MOVIE エピソードオブチョッパー+冬に咲く、奇跡の桜（助監督）
- きんいろモザイク Thank you!!（プロデューサー）

### WEBアニメ
- PLUTO（演出協力）

### ゲーム
- スタプラ!（監督）

### CDドラマ
- スタプラ!「感じてマイ☆ハート」（音響監督）

### その他
- ゲゲゲの鬼太郎 カランコロン3Dシアターじゃ「冒険！妖怪横丁 -妖怪王ベリアル-」（監督）
- ガールズジョッキー（企画/演出）